# Unabhängigkeitsreferendum in Neukaledonien 2018

Emblem Neukaledoniens

Am 4. November 2018 fand ein Unabhängigkeitsreferendum in Neukaledonien statt, in dem über die Unabhängigkeit Neukaledoniens von Frankreich abgestimmt wurde. Die Wähler entschieden darüber, ob Neukaledonien ein unabhängiger Staat werden oder der bestehende Status als französisches Überseegebiet beibehalten werden sollte. Bei einer Wahlbeteiligung von 80,63 % stimmten 56,4 % der Wähler gegen die Unabhängigkeit.

## Historischer Hintergrund
In der zweiten Hälfte des 19. Jahrhunderts wurde Neukaledonien samt den umliegenden Inseln von Frankreich als Kolonie in Besitz genommen. Der Widerstand der autochthonen melanesischen Bevölkerung, der Kanaken, wurde durch die französische Kolonialverwaltung unterdrückt und die Einwanderung aus dem französischen Mutterland sowie aus anderen asiatisch-ozeanischen Regionen (Indonesien, Polynesien, Indien, China) gefördert, so dass die Kanaken mit der Zeit zur Minderheit auf der Insel wurden. Im Jahr 1947 erhielt Neukaledonien den Status eines französischen Überseeterritoriums. An der sozialen Benachteiligung der Kanaken gegenüber den Nachkommen der Einwanderer änderte dies jedoch zunächst nichts. Ab etwa den 1960er Jahren gab es eine gewaltbereite Unabhängigkeitsbewegung unter der kanakischen Bevölkerung, die Anschläge gegen Einrichtungen des französischen Staates verübte. Im Jahr 1986 nahm die UN-Generalversammlung Neukaledonien erneut in die Liste der zu entkolonisierenden Territorien (Hoheitsgebiete ohne Selbstregierung) auf. 1988 kam es unter Vermittlung der französischen Regierung zum sogenannten Matignon-Abkommen zwischen den Unabhängigkeitsbefürwortern und -gegnern in Neukaledonien. Das Abkommen sah eine verstärkte Förderung zur sozialen Besserstellung der kanakischen Bevölkerung sowie die Abhaltung eines Unabhängigkeitsreferendums im Jahr 1998 vor. Die französischen Wähler billigten das Abkommen in einem landesweiten Referendum am 6. November 1988. Als der Termin des Unabhängigkeitsreferendums näher rückte, fanden erneute Verhandlungen der Streitparteien statt, und das abzuhaltende Referendum wurde schließlich im am 5. Mai 1998 unterzeichneten Abkommen von Nouméa verschoben. Als Termin für das Unabhängigkeitsreferendum wurde der Zeitrahmen zwischen Mai 2014 und Dezember 2018 festgelegt. Die Wähler Neukaledoniens billigten in einem Referendum am 8. November 1998 die Vereinbarungen von Nouméa.

## Meinungsumfragen
Die bisherigen Wahlergebnisse und Meinungsumfragen ließen vermuten, dass die Gegner einer Unabhängigkeit überwiegen. Beispielsweise äußerte Philippe Gomès, UDI-Politiker aus Neukaledonien und Gegner der Unabhängigkeit, die Ansicht, dass ein Ja-Votum beim Referendum „absolut ausgeschlossen“ (strictement impossible) sei, da die demographischen Verhältnisse dagegen sprächen (unter den 169.000 Wählern seien 92.000 nicht-kanakische und 77.000 kanakische Wähler). Zum anderen hätten die Gegner der Unabhängigkeit bei allen Wahlen der vergangenen 20 Jahre immer eine Mehrheit von etwa 60 % der Stimmen erzielt.
| Quelle             | Erhebungszeitraum         | Befragte | Für Unabhängigkeit (in %) | Gegen Unabhängigkeit (in %) | Noch unentschieden (in %) |
| ------------------ | ------------------------- | -------- | ------------------------- | --------------------------- | ------------------------- |
| Harris Interactive | 12. – 22. September 2018  | 1038     | 34                        | 66                          | —                         |
| Quidnovi           | 1. – 15. August 2018      | 731      | 20                        | 69                          | 11                        |
| I-Scope            | 30. Juli – 8. August 2018 | 628      | 28                        | 63                          | 9                         |
| Quidnovi           | 4. – 15. Juni 2018        | 739      | 15                        | 65                          | 21                        |
| Quidnovi           | 16. – 26. April 2018      | 903      | 15                        | 58                          | 27                        |
| I-Scope            | 16. – 25. April 2018      | 682      | 22,5                      | 59,7                        | 17,8                      |
| I-Scope            | 23. März – 4. April 2017  | 514      | 24,4                      | 54,2                        | 21,4                      |

## Frage des Referendums
Im Vorfeld des Referendums gab es Debatten, wie die Referendumsfrage formuliert werden solle. Die Unabhängigkeitsbefürworter sprachen sich für die Formulierung pleine souveraineté („volle Souveränität“) anstelle von indépendance („Unabhängigkeit“) aus und beriefen sich darin auch auf den Wortlaut des Abkommens von Nouméa. Gegner der Unabhängigkeit verlangten, dass in der Frage unbedingt das Wort France („Frankreich“) vorkommen und dass von „Unabhängigkeit“ und nicht „voller Souveränität“ die Rede sein müsse. Sie beriefen sich dabei auf den Wortlaut bei früheren Unabhängigkeitsreferenden auf den Komoren (1974) und in Dschibuti (1977).
Schließlich wurde in einem Kompromiss folgende Frage gewählt, die von den Wählern mit oui („ja“) oder non („nein“) zu beantworten ist:

« Voulez-vous que la Nouvelle-Calédonie accède à la pleine souveraineté et devienne indépendante ? »

„Wollen Sie, dass Neukaledonien volle Souveränität erlangt und unabhängig wird?“

## Abstimmungsberechtigung
Die Berechtigung zur Teilnahme am Referendum war komplex geregelt. In Neukaledonien existierten drei unterschiedliche Wählerlisten nebeneinander:
1. Liste électorale générale: 210.105 Personen hatten die Wahlberechtigung bei französischen Präsidentschafts-, Parlaments- und Europawahlen,
2. Liste électorale spéciale provinciale: 167.687 Personen hatten die Wahlberechtigung bei Wahlen zu den Regionalparlamenten von Neukaledonien (Provinzialversammlungen und Kongress von Neukaledonien),
3. Liste électorale spéciale pour la consultation: 174.154 Personen hatten die Abstimmungsberechtigung beim Unabhängigkeitsreferendum.

Letztlich waren damit etwa 35.000 in Neukaledonien wohnhafte Personen aus der allgemeinen Wählerliste nicht beim Referendum abstimmungsberechtigt. Im Wesentlichen handelte es sich um Personen, die erst nach 1994 in Neukaledonien ansässig geworden waren.

## Ergebnisse
Am 4. November 2018 entschied sich die Mehrheit der Bevölkerung von Neukaledonien gegen die Unabhängigkeit und für den bisherigen Status als französisches Überseegebiet. Dem amtlichen Endergebnis zufolge sprachen sich nur 43,6 % der Abstimmenden für die Unabhängigkeit aus. Die Wahlbeteiligung lag bei 81 %.

Ergebnisse in den Gemeinden (Prozent Ja-Stimmen)

Wahlbeteiligung nach Gemeinden

| Provinz           | Ja-Stimmen | Ja-Stimmen | Nein-Stimmen | Nein-Stimmen | Leere Stimmzettel | Leere Stimmzettel | Ungültige | Ungültige | Beteiligung | Beteiligung |
| Provinz           | in %       | absolut    | in %         | absolut      | in %              | absolut           | in %      | absolut   | in %        | absolut     |
| ----------------- | ---------- | ---------- | ------------ | ------------ | ----------------- | ----------------- | --------- | --------- | ----------- | ----------- |
| Province des Iles | 82,18 %    | 10.631     | 17,82 %      | 2305         | 0,34 %            | 45                | 0,87 %    | 114       | 58,89 %     | 13.095      |
| Province Nord     | 75,82 %    | 25.747     | 24,18 %      | 8209         | 0,58 %            | 199               | 0,84 %    | 290       | 86,01 %     | 34.445      |
| Province Sud      | 26,29 %    | 24.195     | 73,71 %      | 67.847       | 0,83 %            | 773               | 0,80 %    | 744       | 83,01 %     | 93.559      |
| Neukaledonien     | 43,60 %    | 60.573     | 56,40 %      | 78.361       | 0,72 %            | 1017              | 0,81 %    | 1148      | 80,63 %     | 141.099     |

| Gemeinde     | Ja      | Nein    | Leere Stimmzettel | Ungültige | Beteiligung | Beteiligung |
| Gemeinde     | Ja      | Nein    | Leere Stimmzettel | Ungültige | in %        | absolut     |
| ------------ | ------- | ------- | ----------------- | --------- | ----------- | ----------- |
| Thio         | 83,08 % | 16,92 % | 0,28 %            | 0,83 %    | 85,38 %     | 1805        |
| Yaté         | 88,23 % | 11,77 % | 0,06 %            | 0,52 %    | 89,89 %     | 1547        |
| Île des Pins | 67,32 % | 32,68 % | 0,78 %            | 0,99 %    | 82,47 %     | 1411        |
| Le Mont-Dore | 28,20 % | 71,80 % | 0,97 %            | 1,35 %    | 83,61 %     | 14.522      |
| Nouméa       | 19,49 % | 80,51 % | 0,90 %            | 0,55 %    | 80,29 %     | 40.697      |
| Dumbéa       | 21,76 % | 78,24 % | 0,81 %            | 0,89 %    | 82,79 %     | 13.699      |
| Païta        | 25,90 % | 74,10 % | 0,92 %            | 0,79 %    | 85,62 %     | 9 544       |
| Boulouparis  | 30,26 % | 69,74 % | 0,25 %            | 0,75 %    | 90,74 %     | 2400        |
| La Foa       | 29,96 % | 70,04 % | 0,61 %            | 0,95 %    | 91,39 %     | 2631        |
| Sarraméa     | 72,90 % | 27,10 % | 0,85 %            | 0,64 %    | 93,28 %     | 472         |
| Farino       | 9,18 %  | 90,82 % | 0,38 %            | 1,15 %    | 94,89 %     | 520         |
| Moindou      | 44,49 % | 55,51 % | 0,73 %            | 0,73 %    | 91,30 %     | 682         |
| Bourail      | 30,91 % | 69,09 % | 0,49 %            | 0,95 %    | 88,51 %     | 3482        |
| Poya-Sud     | 2,05 %  | 97,95 % | 0,00 %            | 0,68 %    | 92,45 %     | 147         |
| Poya-Nord    | 64,16 % | 35,84 % | 0,39 %            | 0,72 %    | 86,56 %     | 1803        |
| Pouembout    | 46,53 % | 53,47 % | 0,82 %            | 1,07 %    | 88,07 %     | 1218        |
| Koné         | 64,32 % | 35,68 % | 0,44 %            | 0,96 %    | 87,68 %     | 3638        |
| Voh          | 68,57 % | 31,43 % | 0,89 %            | 1,48 %    | 87,67 %     | 2027        |
| Kaala-Gomen  | 75,42 % | 24,58 % | 0,56 %            | 0,42 %    | 87,52 %     | 1430        |
| Koumac       | 36,47 % | 63,53 % | 1,09 %            | 0,96 %    | 89,77 %     | 2388        |
| Poum         | 83,67 % | 16,33 % | 0,87 %            | 0,78 %    | 84,33 %     | 1152        |
| Belep-Inseln | 94,45 % | 5,55 %  | 0,00 %            | 0,57 %    | 76,85 %     | 707         |
| Ouégoa       | 69,84 % | 30,16 % | 0,27 %            | 0,38 %    | 84,93 %     | 1832        |
| Pouébo       | 94,25 % | 5,75 %  | 0,05 %            | 0,53 %    | 80,86 %     | 1888        |
| Hienghène    | 94,75 % | 5,25 %  | 0,48 %            | 0,92 %    | 86,57 %     | 2069        |
| Touho        | 82,60 % | 17,40 % | 0,31 %            | 0,56 %    | 85,34 %     | 1612        |
| Poindimié    | 79,26 % | 20,74 % | 0,67 %            | 0,93 %    | 87,92 %     | 3567        |
| Ponérihouen  | 79,64 % | 20,36 % | 0,93 %            | 0,93 %    | 85,68 %     | 2238        |
| Houaïlou     | 83,90 % | 16,10 % | 0,58 %            | 1,02 %    | 82,39 %     | 2948        |
| Kouaoua      | 73,54 % | 26,46 % | 0,84 %            | 0,52 %    | 84,28 %     | 954         |
| Canala       | 93,42 % | 6,58 %  | 0,60 %            | 1,03 %    | 85,57 %     | 2974        |
| Ouvéa        | 84,18 % | 15,82 % | 0,31 %            | 0,92 %    | 59,40 %     | 2598        |
| Lifou        | 79,92 % | 20,08 % | 0,51 %            | 0,81 %    | 62,29 %     | 6526        |
| Maré         | 84,58 % | 15,42 % | 0,10 %            | 0,93 %    | 53,77 %     | 3971        |

## Beurteilung des Wahlausgangs und zukünftige Perspektiven
Auch wenn die Gegner der Unabhängigkeit eindeutig in der Mehrheit waren, zeigten sich viele Kommentatoren vom relativ starken Abschneiden der Unabhängigkeits-Befürworter überrascht. Die Prognosen vor der Abstimmung hatten einen Sieg der Unabhängigkeitsgegner von 63 bis 75 % vorausgesagt. Bei der Abstimmung zeigten sich die auch bei anderen Wahlen in Neukaledonien zu beobachtenden regionalen Disparitäten. An der Südküste, wo die meisten Bewohner zu den Caldoches, d. h. den Neukaledoniern europäischer Abstimmung gehören, überwog das Nein-Votum deutlich. Im Gegensatz dazu stimmten die Bewohner des Nordens und der Loyalitätsinseln, wo die Kanaken die Mehrheit stellen, überwiegend mit Ja. Beide Streitparteien, die Unabhängigkeitsbefürworter und -gegner, begrüßten die hohe Wahlbeteiligung.
Nach dem Abkommen von Nouméa sind noch maximal zwei weitere Unabhängigkeitsreferenden in der Zukunft möglich. Ein Referendum muss dann innerhalb von 2 Jahren anberaumt werden, wenn eine Mehrheit der Delegierten im gewählten Kongress von Neukaledonien ein solches fordert. Nach einem entsprechenden Beschluss des Congrès de la Nouvelle-Calédonie im Jahre 2019 wurde ein zweites Unabhängigkeitsreferendum zunächst für den 6. September 2020 und später für den 4. Oktober 2020 angesetzt. Da sich im zweiten Referendum ebenfalls keine Mehrheit für die Unabhängigkeit ergab, darf unter den genannten Bedingungen noch ein drittes durchgeführt werden.